# 10516 Sakurajima
10516 Sakurajima (1989 VQ) là một tiểu hành tinh vành đai chính được phát hiện ngày 1 tháng 11 năm 1989 bởi M. Mukai và M. Takeishi ở JCPM Kagoshima Station.